# 2 Pułk Budownictwa Łączności w Zgierzu
2 Pułk Budownictwa Łączności im. Obrońców Poczty Polskiej w Gdańsku (2 pbł) – oddział służby zakwaterowania i budownictwa Wojska Polskiego.

## Historia
Pułk stacjonował w garnizonie Zgierz (Pomorski Okręg Wojskowy), w koszarach przy ulicy Piątkowskiej. Realizował zdania zlecone przez Szefostwo Łączności MON. Specjalizował się w budownictwie sieci telekomunikacyjnych. W 1990 roku przeformowany został w 2 Wojskowy Zakład Budownictwa Łączności, który w 1993 roku został zlikwidowany.
Do 1945 roku przy ulicy Piątkowskiej mieścił się niemiecki obóz pracy przymusowej. W latach 1951–1973 stacjonował tam 3 Samodzielny Pułk Artylerii Obrony Przeciwlotniczej.